# Leptolepis
A Leptolepis a csontos halak (Osteichthyes) főosztályának sugarasúszójú halak (Actinopterygii) osztályába, ezen belül a fosszilis Leptolepiformes rendjébe és a Leptolepidae családjába tartozó nem.

## Tudnivalók
A Leptolepis (magyarul: „törékeny pikkely”), egy fosszilis csontoshal nem, amely a mezozoikumban élt, a középső triásztól egészen a kora krétáig. A Leptolepis az első valódi csontoshalak közé tartózik, hossza elérte a 30 centimétert.
A Leptolepis csontváza teljes egészében csontokból állt, míg az előtte levő nemek fajainak, a Pholidophorusnak is, a csontvázat porcok egészítették ki. Egy másik modern jellemzője, a pikkelyek; ez is hiányzott a korábbi nemeknél. Ez a két, új tulajdonság megkönnyítette az úszást, mert a csontos gerinc jobban ellenállt a nyomásnak, amelyet az S alakú mozgás kifejtett. A maradványok tömeges felfedezése, arra hagy következtetni, hogy a Leptolepis rajokban élt, ami védelmet nyújtott táplálékkeresés közben. A hal planktonnal táplálkozott. A Pelagosaurus vadászott e halra, amit igazol, hogy egy Pelagosaurus kövület gyomrában Leptolepis maradványokat találtak.
Lehet, hogy a Leptolepis hasonlított a heringre.

## Rendszerezés
A nembe az alábbi 16 faj tartozik:
- Leptolepis africana Gardiner, 1960
- Leptolepis autissiodorensis Sauvage, 1892
- Leptolepis brodiei Agassiz, 1845
- Leptolepis concentricus Egerton, 1849
- Leptolepis coryphaenoides Bronn, 1830 - típusfaj; szinonimája: Cyprinus coryphaenoides
- Leptolepis disjectus Woodward, 1890
- Leptolepis gregarius Woodward, 1895
- Leptolepis jaegeri Agassiz, 1844
- Leptolepis knorri Agassiz[3]
- Leptolepis koonwarri Waldman, 1971
- Leptolepis lowei Woodward, 1895
- Leptolepis macrophthalmus Egerton, 1853
- Leptolepis neumayri Agassiz, L., 1832[4]
- Leptolepis nevadensis David, 1941
- Leptolepis normandica Nybelin, 1962
- Leptolepis saltviciensis Simpson, 1884

Korábban ide sorolták a Cavenderichthys talbragarensis (Woodward, 1895) fajt is, Leptolepis talbragarensis név alatt; azonban idővel megalkották neki a monotipikus Cavenderichthys nemet.

## Fordítás
- Ez a szócikk részben vagy egészben  a   Leptolepis című angol Wikipédia-szócikk ezen változatának fordításán alapul.  Az eredeti cikk szerkesztőit annak laptörténete sorolja fel. Ez a jelzés csupán a megfogalmazás eredetét és a szerzői jogokat jelzi, nem szolgál a cikkben szereplő információk forrásmegjelöléseként.